# Ułar ałtajski
Ułar ałtajski (Tetraogallus altaicus) – gatunek dużego ptaka z rodziny kurowatych (Phasianidae). Zamieszkuje środkową Azję. Osiadły.

## Systematyka
Gatunek monotypowy.

## Charakterystyka
Od podobnego ułara tybetańskiego różni się brakiem czarnego kreskowania na białym spodzie ciała oraz czarno nakrapianą piersią.
Wygląd zewnętrzny: Obie płci ubarwione podobnie, samica jest pozbawiona ostróg. Młode można odróżnić po zaostrzonych i wytartych zewnętrznych lotkach pierwszorzędowych.
Rozmiary: długość ciała ok. 57 cm
Masa ciała: samiec ok. 3000 g, samica ok. 2500 g

## Występowanie

### Środowisko
Step, górskie łąki i tundra górska od 400 m n.p.m. do linii wiecznego śniegu.

### Zasięg występowania
Południowa Syberia, Mongolia, północne Chiny i wschodni Kazachstan.

## Pożywienie
Głównie pokarm roślinny: bulwy, cebule, nasiona, pędy i jagody (np. berberysu). Latem uzupełnia dietę owadami.

## Tryb życia i zachowanie
Gatunek osiadły, ale w śnieżne zimy może przemieszczać się w obszary z cieńszą pokrywą śniegu.

## Rozród
Gniazdo zakładane na ziemi, wyściełane piórami.
Okres lęgowy: Jaja zwykle składane w marcu, dokładny termin zależy od pogody, środowiska i wieku ptaka.
Jaja: od 4 do 15
Wysiadywanie: 28 dni, wyłącznie przez samicę.
Młode osiągają dojrzałość po roku.

## Status
Międzynarodowa Unia Ochrony Przyrody (IUCN) uznaje ułara ałtajskiego za gatunek najmniejszej troski (LC – least concern) nieprzerwanie od 1988 roku. Trend liczebności populacji jest spadkowy.